# Olsen (raper)
Olsen, właśc. Olaf Rafał Zdrodowski (ur. 19 lutego 1983 w Białymstoku) – polski raper. Znany jest przede wszystkim z występów w grupie hip-hopowej WNB (Wychowani Na Błędach). Wraz z zespołem nagrał wydany w 2003 roku album pt. Dowód odpowiedzialności. Następnie nawiązał współpracę z raperem Fu, znanym m.in. z występów w grupie ZIP Skład. Efektem był album pt. Kameleon, który ukazał się w 2005 roku.

## Dyskografia
Albumy
| Tytuł                | Dane dot. albumu                                        | Pozycja na liście |
| Tytuł                | Dane dot. albumu                                        | POL               |
| -------------------- | ------------------------------------------------------- | ----------------- |
| Kameleon (oraz Fu)   | - Data: 26 marca 2005 - Wydawca: BAZA Lebel/Pomaton EMI | 19                |
| Kameleon 2 (oraz Fu) | - Data: 31 stycznia 2014 - Wydawca: Prosto              | 31                |

Inne
| Album                                | Rok  | Uwagi                                                                                          | Źródło |
| ------------------------------------ | ---- | ---------------------------------------------------------------------------------------------- | ------ |
| Fu - Wrodzony instynkt               | 2004 | gościnnie rap w utworach „Ekspresja” i „Pozory mylą”                                           | [ 7 ]  |
| Defensywa - X Przykazań              | 2005 | gościnnie rap w utworach „Bóg mi świadkiem”, „Skit 2”, „Zrób to potem” i „Zrób to potem” (RMX) | [ 8 ]  |
| Prosto Mixtape Deszczu Strugi        | 2006 | rap w utworze „Hierarchia wartości” v                                                          | [ 9 ]  |
| Fu - Krew i dusza                    | 2007 | gościnnie rap w utworach „Imperium zła” i „Daj mi żyć”                                         | [ 10 ] |
| LWWL - Stona siedzi na ulicy mixtape | 2008 | gościnnie rap w utworze „Projekt Hamas – Eurobiznes”                                           | [ 11 ] |
| Dezinte - Stary świat mixtape        | 2009 | gościnnie rap w utworze „Białystok Warszawa (2007)”                                            | [ 12 ] |
| Fu - De Facto                        | 2011 | gościnnie rap w utworze „Lepiej budować niż burzyć”                                            | [ 13 ] |

## Teledyski
| Tytuł                                                                | Rok  | Reżyseria | Album             | Źródło |
| -------------------------------------------------------------------- | ---- | --------- | ----------------- | ------ |
| „Polski Meksyk” (oraz Fu: gościnnie: Spalto)                         | 2013 | —         | Kameleon 2        | [ 14 ] |
| „Rap fanatyk” (oraz Fu)                                              | 2013 | NuCity    | Kameleon 2        | [ 15 ] |
| „Stare autorytety” (oraz Fu: gościnnie: Pono, Chvaściu)              | 2013 | NuCity    | Kameleon 2        | [ 16 ] |
| „Dwulicowa kurwo” (oraz Fu; gościnnie: Paluch, Jongmen, Parzel, Ero) | 2014 | Vandal    | Kameleon 2        | [ 17 ] |
| Gościnnie                                                            |      |           |                   |        |
| Fu – „Pozory mylą” (gościnnie: Olsen)                                | 2004 | —         | Wrodzony instynkt | [ 18 ] |